# Genucla
Genucla fue una antigua fortaleza de los getas, situada a orillas del Danubio o en una isla del río. Existe la hipótesis de que se encontraba en la actual Somova, distrito de Tulcea, Rumanía, donde se llevaron a cabo excavaciones que hallaron algunos objetos de hierro en Padurea Celic Dere. En la campaña militar de Marco Licinio Craso para conquistar Mesia, puso sitio a la fortaleza de Genucla que estaba bajo el gobierno del rey Zyraxes.

## En las fuentes
Según el relato de Dión Casio:

Después de este éxito, él (Marco Licinio Craso) tampoco dejó tranquilos al resto de los getas, aunque no tuvieran conexión con Dapyx, sino que marchó sobre Genucla, la fortaleza más fuertemente defendida del reino de Zyraxes, porque escuchó que los estandartes que los bastarnos habían tomado de Cayo Antonio (Hybrida) cerca de la ciudad de los histrianos estaban allí. Su asalto se realizó tanto por tierra como desde el Ister (la ciudad está construida sobre el río), y en poco tiempo, aunque con mucho trabajo, a pesar de la ausencia de Zyraxes, se tomó el lugar. Parece que el rey, al enterarse de la llegada de los romanos, se dirigió con dinero a los escitas para buscar una alianza, pero no regresó a tiempo.